# Nuffar
Nuffar (Niffar) són unes ruïnes de l'Iraq, al lloc de l'antiga Nippur, a la governació d'al-Qādisiyyah. El lloc ocupa una notable extensió i té una elevació de 20 metres sobre la plana. Segons la versió sumèria del diluvi, aquí fou on l'home fou creat; Urnamu va construir a la ciutat el temple d'Enlil, déu de les tempestes, amb el seu gran ziggurat; la biblioteca local és la més important de les sumèries encara que bona part s'ha perdut i només s'han conservat les tauletes d'argila utilitzades després per la construcció de cases. El lloc fou visitat per Layard el 1854. El 1889 i el 1900 fou excavat per un equip americà dirigit per J. P. Peters de la Universitat de Pennsilvània. Al segle xx es van produir noves excavacions dirigides per Mc Gown de la Universitat de Chicago (1948).
A l'antiga Nippur es van fer construccions fins al temps dels parts i estava habitada encara a l'inici de l'època islàmica; probablement el curs de l'Eufrates va canviar en aquest temps i la ciutat, que estava a la seva riba, va quedar a l'oest del riu; l'antiga ciutat estava dividida en dues parts per un canal de l'Eufrates (esmentat com Shatt al-Nil), modernament sec, que comunicava l'Eufrates i el Tigris, i el curs del qual encara es conserva. El 659 s'hi va produir una revolta contra el califa Alí ibn Abi-Tàlib. Després reapareix a l'edat mitjana com a seu d'un bisbat nestorià ja emb el nom de Niffar (vers 900-1058). Al segle xiii, durant la invasió mongola d'Hulagu, o al XIV, en la de Tamerlà, fou abandonada totalment.